# Ometto

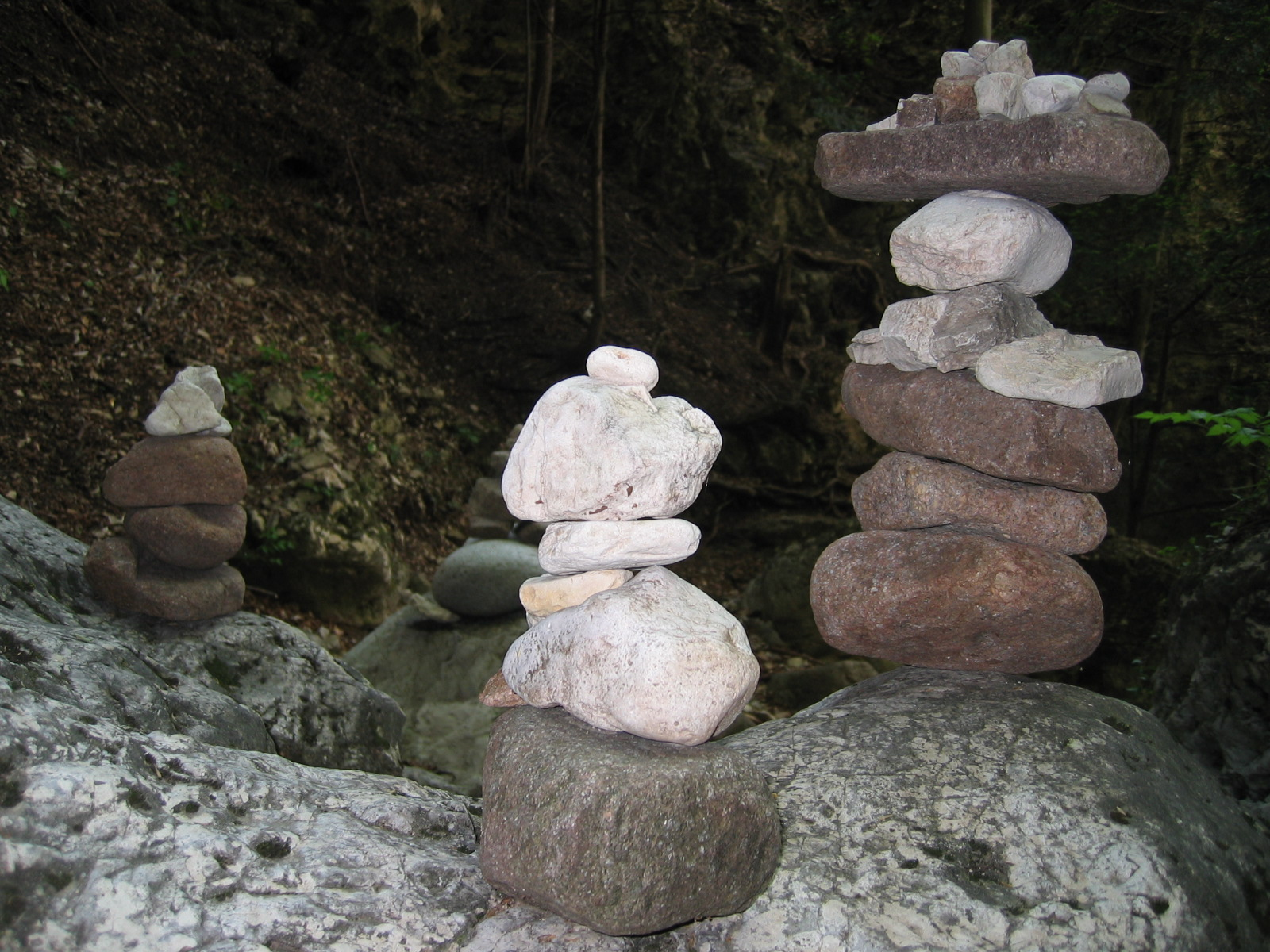
Ometti di pietra

Un ometto, detto anche ometto di pietra, omino di pietra o uomo di pietra, è una semplice costruzione artificiale che consiste nell'impilare, uno sopra l'altro, generalmente per motivi statici e secondo uno schema piramidale, pietre di dimensioni differenti. Il risultato ottenuto assume di solito una forma vagamente antropomorfa, da qui il nome di "ometto".

## Utilizzo in montagna

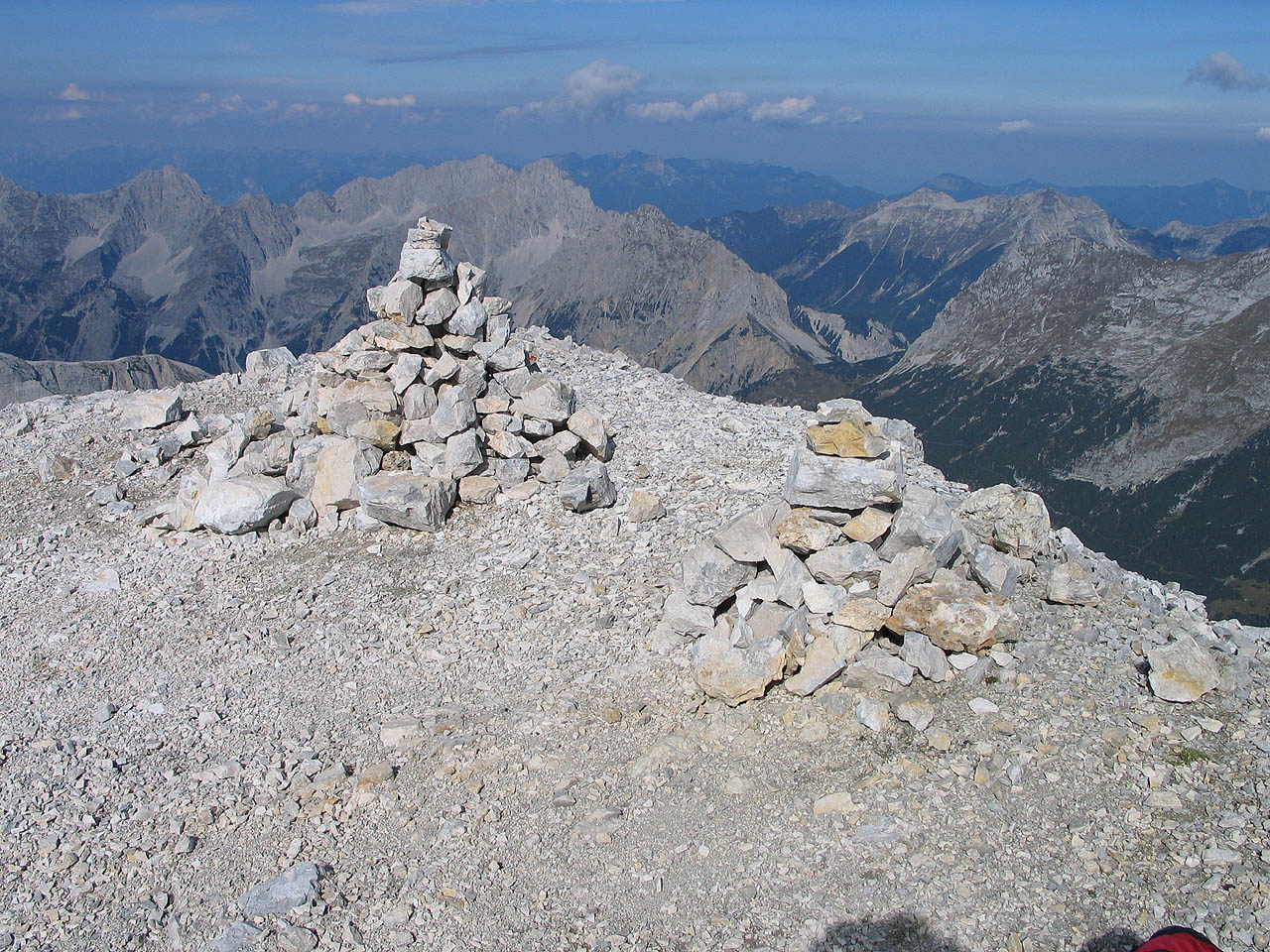
Ometti di pietra in montagna

In montagna (e nell'alpinismo) gli ometti di pietra sono utilizzati per indicare il sentiero da seguire , in assenza delle indicazioni ufficiali o come loro integrazione. Sono costruiti dagli escursionisti per segnalare l'andamento del percorso in punti non particolarmente evidenti, dove sarebbe possibile uscire dal tracciato.
È raro trovare ometti di pietra lungo sentieri ben tracciati, in quanto la loro utilità non sussisterebbe; più frequente è invece il loro utilizzo lungo percorsi su ghiaioni o su roccia, ove difficile è il tracciamento del percorso.
Oltre che per marcare i sentieri, vengono costruiti ometti anche sul punto culminante di varie montagne. Tra il pietrame che costituisce l'ometto sommitale può trovare posto il contenitore del libro di vetta.

## Utilizzo marittimo

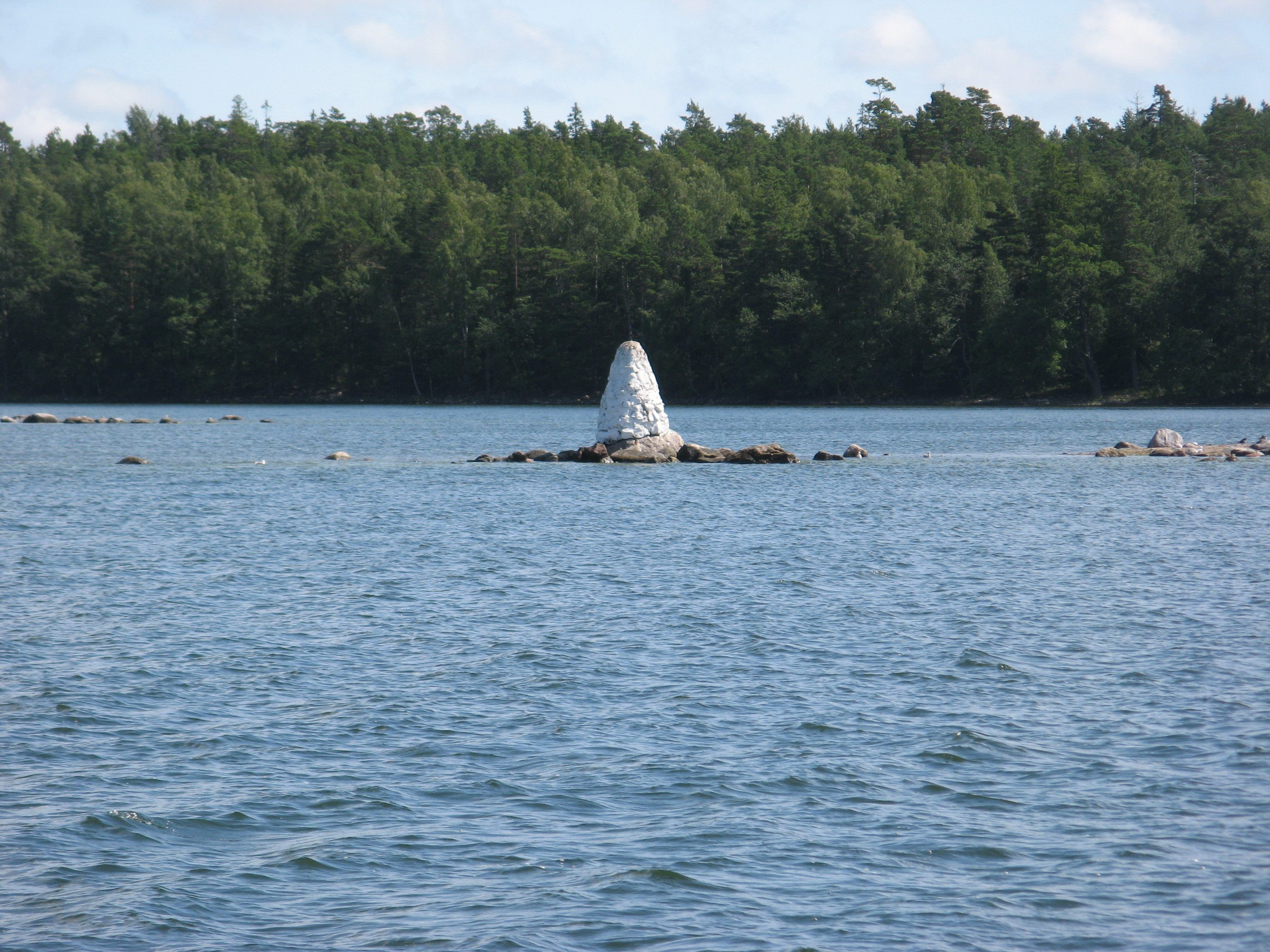
Un ometto sulla costa finlandese

L'uso di ometti di pietra è anche diffuso nei mari del nord sia sulle coste della terraferma sia su isole e isolotti. In genere questi segnali sono dipinti di bianco per aumentarne la visibilità e servono come aiuto alla navigazione. In Scandinavia sono chiamati kummel in svedese e kummeli in finlandese; la loro presenza viene in genere riportata sulle carte nautiche e ne viene curata la manutenzione nel quadro del mantenimento dei sistemi di segnalazione nautica.

## Toponomastica
Alcuni toponimi montani italiani derivano dal termine "ometto", come ad esempio Cima d'Ometto o Colle dell'Ometto (quest'ultimo nei pressi dell'Uia di Mondrone).